# 达姆拉克大街

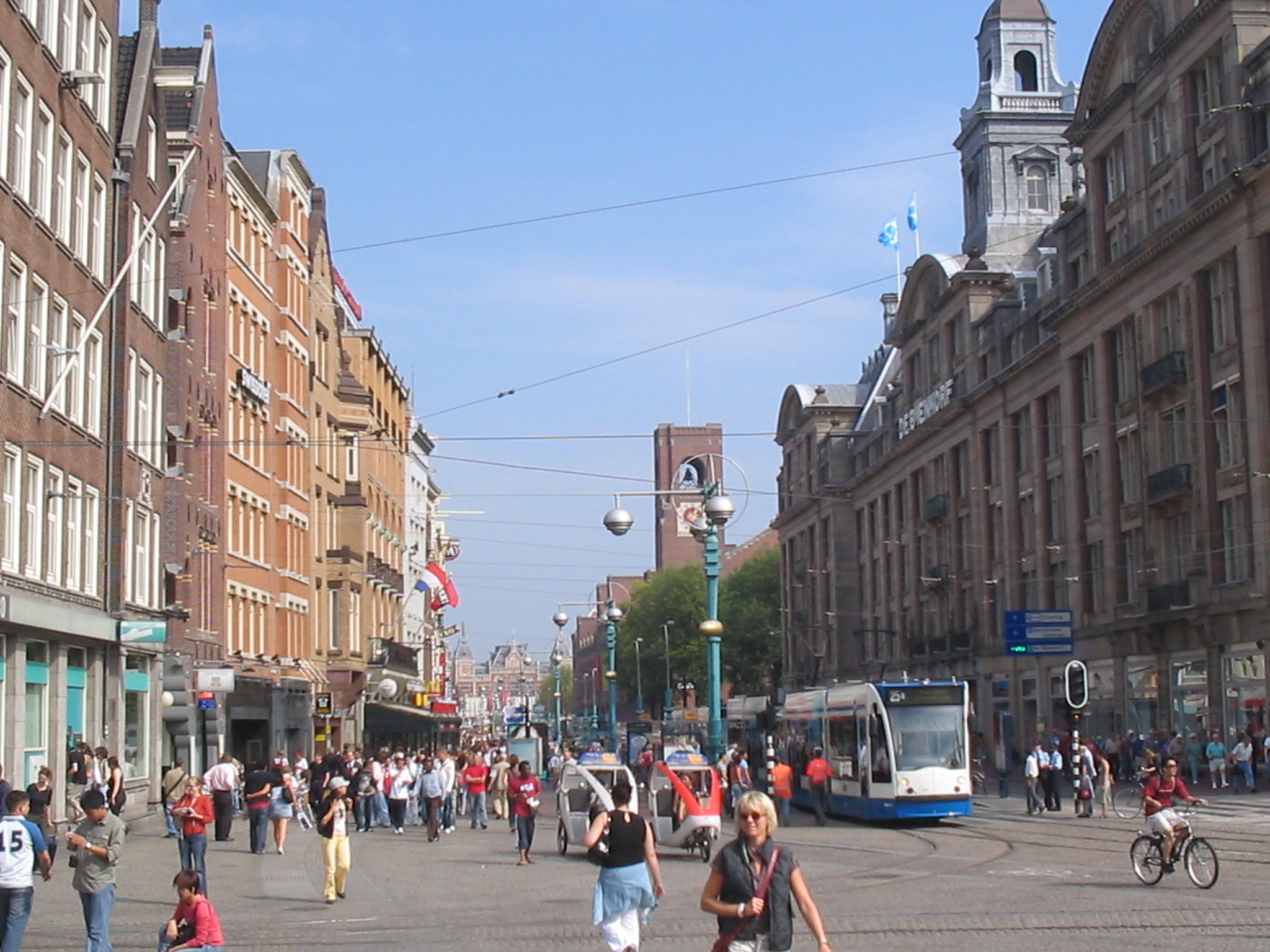
达姆拉克大街

达姆拉克大街（Damrak）是阿姆斯特丹市中心的一条街道，介于阿姆斯特丹中央车站和水坝广场之间，南北走向，是人们从火车站进入阿姆斯特丹市中心的主要街道。这条街部分填没运河形成。一条轻轨线路也从此经过。从中央车站站到罗金站的阿姆斯特丹地铁南北线经过此街。

## 历史
由于在20世纪初，过去的证券交易所大楼，雄伟的Beurs van Berlage（现在用于其他用途），和其他一些与金融活动有关的大楼矗立于此，“达姆拉克大街”是阿姆斯特丹证券交易所的代名词，正如“华尔街”代表了纽约证券交易所和NASDAQ.
这条街位于阿姆斯特尔河靠近水坝（dam）处的直线部分（rak），因而得名。在19世纪，其中一段被填埋。

## 画廊

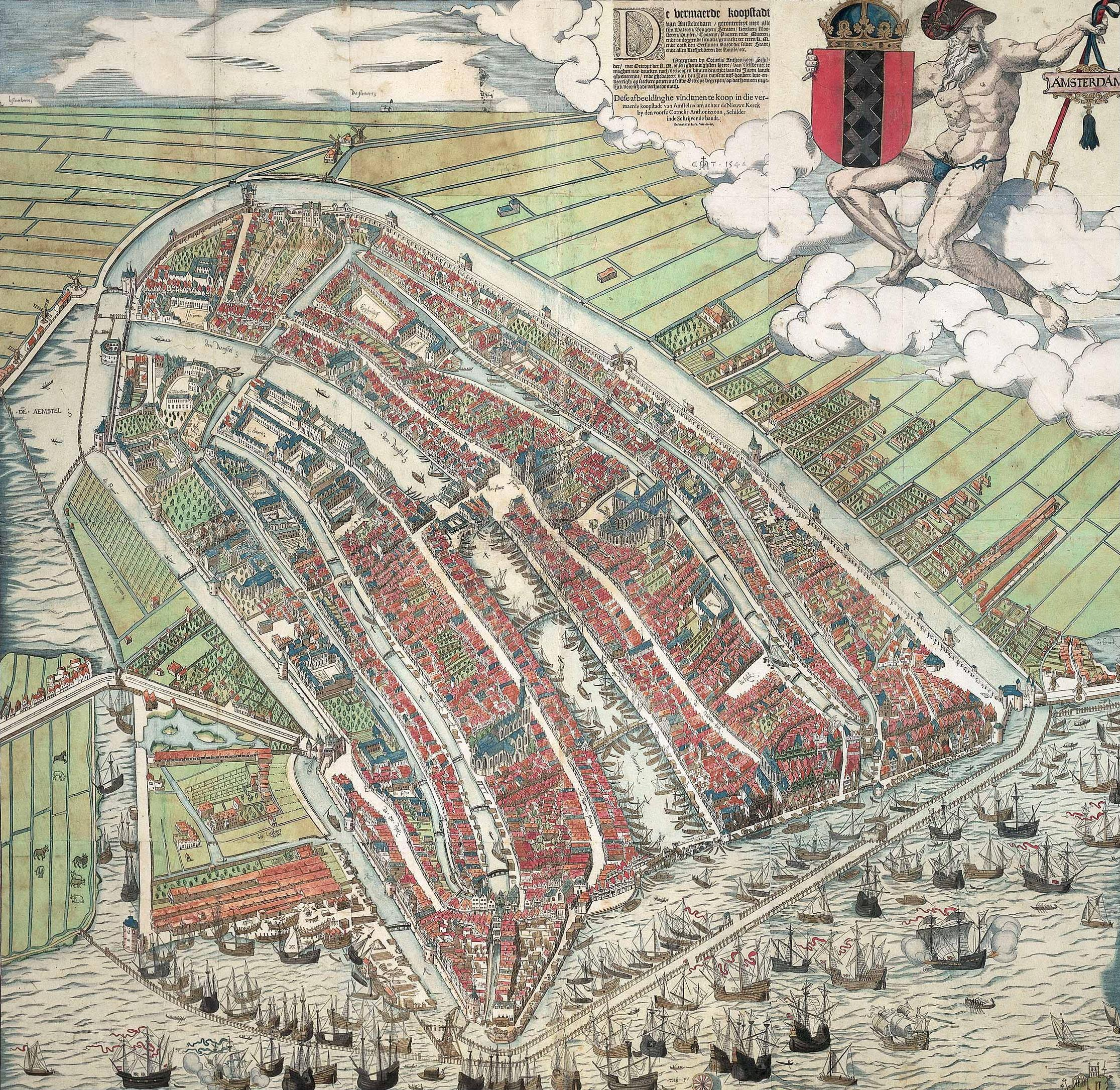
1544年阿姆斯特丹鸟瞰图
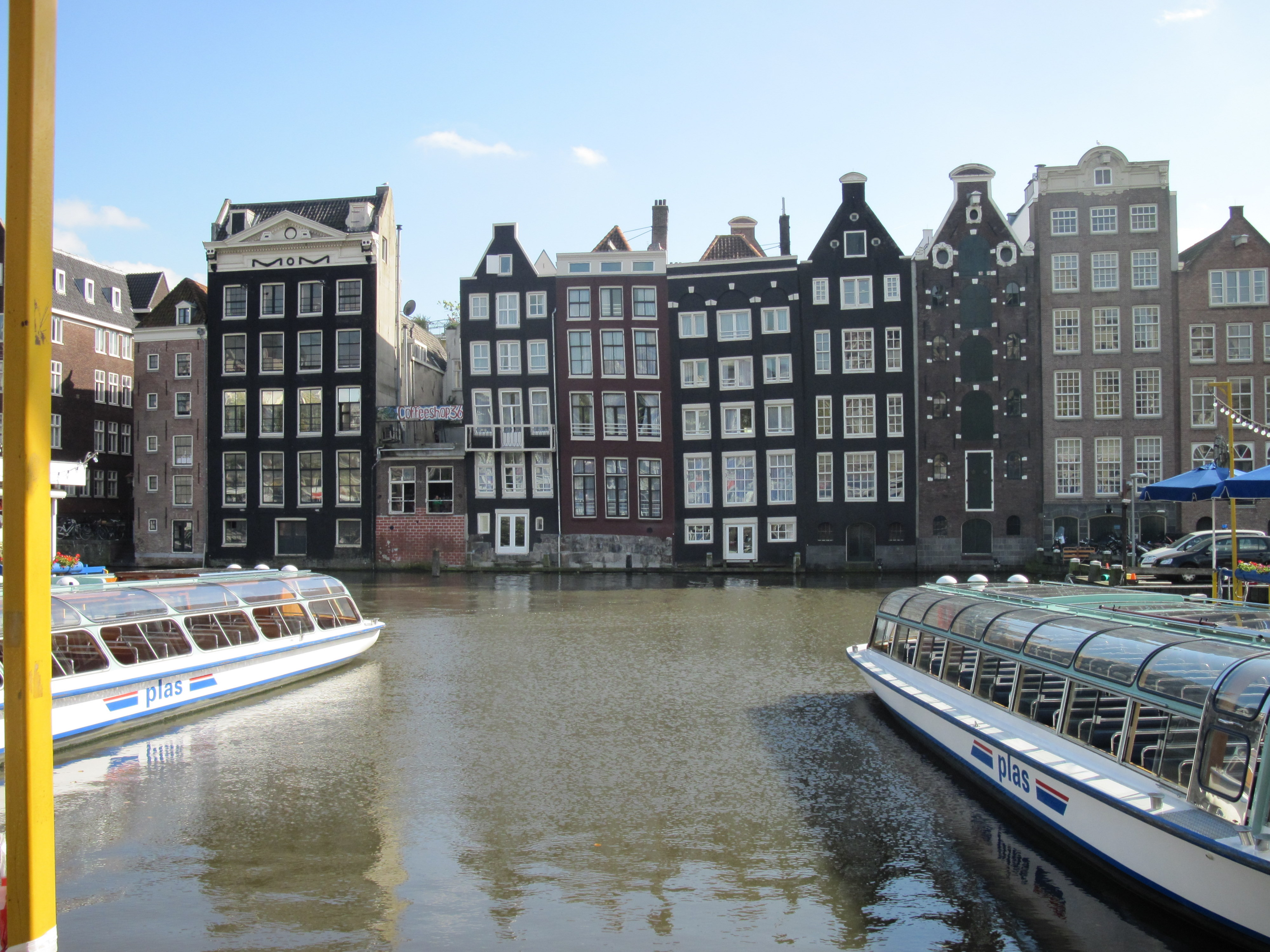
街道上的舞房
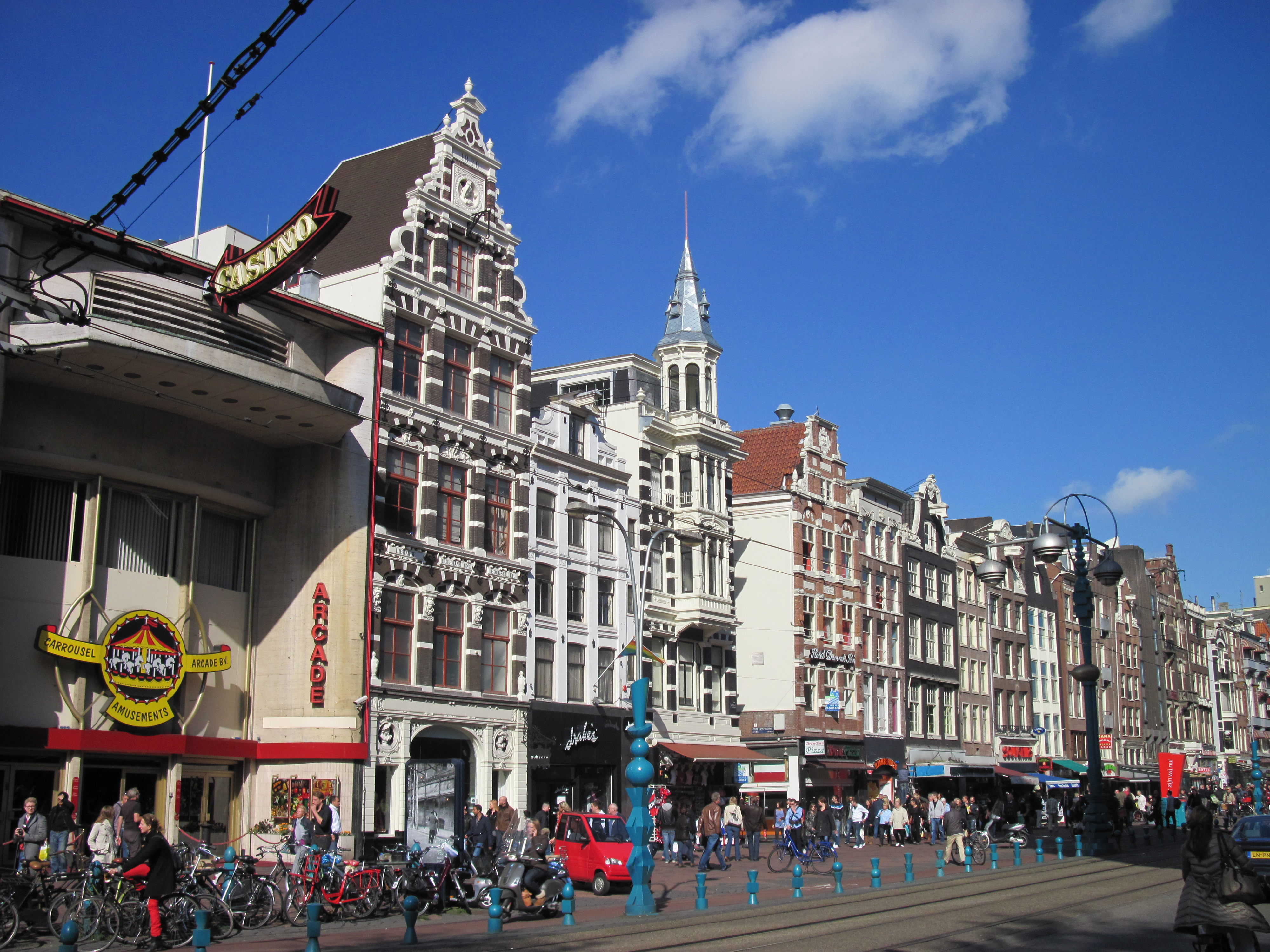
标志雕像